# Bar in Bat micva
Bar in Bat Micva (hebrejsko בר מצוה - otrok zapovedi) je dopolnitev 13. rojstnega dne pri judovskih dečkih in 12. pri deklicah.

## Pomen
Z dopolnjenim trinajstim letom in enim dnem, se judovski deček šteje za odraslega in sposobnega v duhovnem smislu prenašati judovsko tradicijo, pravo in etiko. Pravico imajo do sodelovanja v vseh socialnih sferah judovskega življenja. Dolžni so se držati postav zapovedi, verske obrede od praznovanja Bar in Bat micve opravljajo enakovredno odraslim.

## Potek
Dečka v lokalno sinagogo povabijo na branje odlomkov iz Tore. To se zgodi na prvo soboto po rojstnem dnevu. Dečkov oče se Bogu simbolično zahvali odveze odgovornosti za sinova dejanja.
Starši pripravijo veselico za prijatelje in sorodnike. Bar micva in Bat micva sta tudi znamenje začetka pubertete pri dečkih oziroma deklicah.

### Dekleta
Z izjemo Judov v Italiji, v zgodovini ni bilo opaznih praznovanj ob Bat micvi judovskega dekleta. Posamične proslave so znane iz 19. in 20. stoletja na Poljskem in delih vzhodne Evrope. Obsegale so zasebno družinsko zabavo, obredov v sinagogi ni bilo.
Danes judovska dekleta Bat micvo praznujejo enakovredno fantom. Starši pripravijo zabavo in na prvi sobotni dan dekle v lokalni sinagogi prebira iz Tore. Izjeme so med ortodoksnimi Judi, ki se zaradi zgodovinske tradicije praznovanja obreda med dekleti odpovedujejo.